# Khaybar

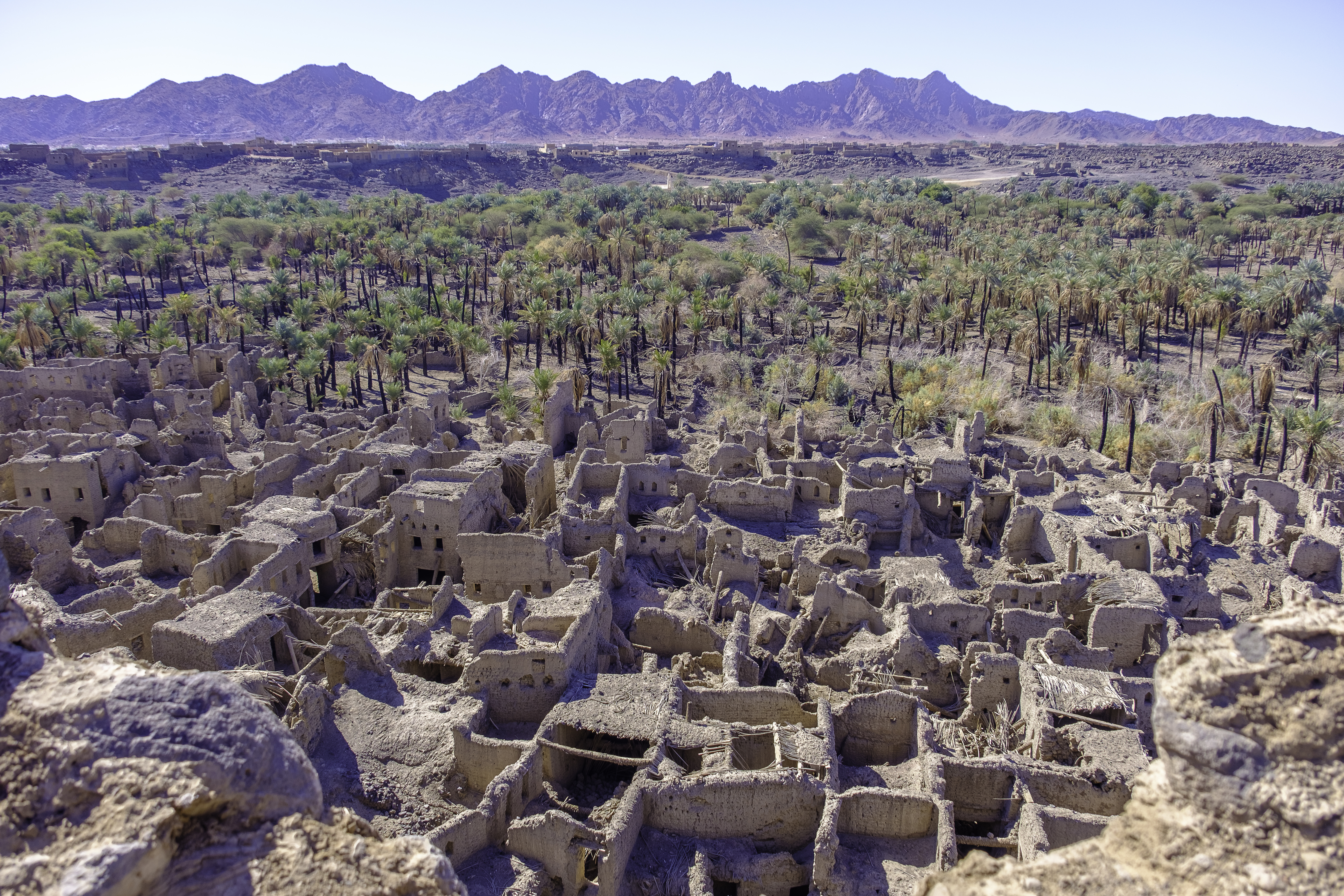
Vista dell'oasi di Khaybar

Khaybar (in arabo ﺧﻴﺒﺮ‎?) è un'oasi del Ḥijāz, a 150 km più a settentrione di Medina.

## Storia
L'oasi, all'epoca del profeta Maometto, era abitata prevalentemente da Ebrei, alcuni dei quali (come i B. Naḍīr) rifugiativisi dopo l'espulsione da Medina, a seguito dei fatti d'arme di Badr e di Uḥud. Qui, come altrove, gli israeliti costruirono aṭām (pl. di uṭum), ossia "fortificazioni", identificate con un loro specifico nome (Nāʿim, al-Qamūṣ, al-Waṭīḥ, al-Sulālim e così via) e un'ipotesi afferma che il toponimo "khaybar" fosse l'equivalente di ḥiṣn, ovvero "fortezza".
L'oasi fu conquistata nell'anno 7 dell'Egira (maggio-giugno 628) dalle forze medinesi guidate dallo stesso Profeta.

## Scavi archeologici
Nel 2025, un'importante scoperta archeologica ha avuto luogo nell'Arabia Saudita settentrionale, dove è stata trovata una città antica di circa 4.000 anni, risalente all'epoca del Bronzo. L'insediamento si trova nel cuore di una oasi nella regione nord-occidentale del paese, un'area che finora era rimasta sottoesplorata in termini archeologici. La città scoperta rappresenta la prima di questo tipo nella regione, ed è una delle più antiche mai rinvenute in Arabia Saudita .

### La scoperta
La città è stata identificata grazie a una serie di scavi archeologici condotti da un team di esperti internazionali e locali. Gli scavi hanno portato alla luce una rete di insediamenti umani complessi, con strutture ben conservate, che offrono nuove intuizioni sulle antiche civiltà che abitavano la penisola arabica . La città sembra essere stata un importante centro urbano nell'epoca del Bronzo, situato strategicamente lungo rotte commerciali, che probabilmente favorivano scambi tra le popolazioni dell'area e quelle di altre regioni .

### Caratteristiche principali
Il sito archeologico si trova in una zona ricca di risorse naturali, un elemento che probabilmente ha contribuito alla prosperità della città. Gli scavi hanno rivelato numerosi edifici, strade, e oggetti che suggeriscono un'elevata organizzazione sociale e una tecnologia avanzata per l'epoca. Tra gli oggetti ritrovati, ci sono ceramiche, utensili e artefatti che testimoniano le attività quotidiane della popolazione .
Gli archeologi hanno anche individuato tracce di un sistema di irrigazione, che dimostra come gli abitanti della città fossero in grado di gestire le risorse idriche in un ambiente arido, sfruttando la presenza dell'oasi per sostenere l'insediamento. La scoperta ha dunque contribuito a gettare luce sullo sviluppo delle tecniche agricole e di gestione delle risorse idriche nell'Antichità in Arabia .

### Implicazioni storiche
La scoperta della città sepolta fornisce nuove informazioni sul periodo del Bronzo in Arabia Saudita, che finora era poco conosciuto. Gli archeologi ritengono che il sito possa rappresentare uno degli esempi più significativi di come le prime società arabe abbiano sviluppato organizzazioni politiche ed economiche complesse. Inoltre, la città sepolta offre spunti importanti per comprendere i legami tra le antiche popolazioni dell'Arabia e quelle di altre regioni, inclusi i popoli della Mesopotamia, dell'Egitto e delle civiltà dell'Indo .

### Significato culturale
La scoperta è vista come una delle più significative nell'ambito della ricerca archeologica in Arabia Saudita negli ultimi decenni. Essa non solo arricchisce il patrimonio culturale del paese, ma offre anche l'opportunità di esplorare più a fondo le radici delle civiltà antiche in Medio Oriente. Gli scavi continuano, e gli archeologi sono ottimisti riguardo alla possibilità di ulteriori scoperte che possano gettare nuova luce sulle origini delle società del passato nella regione .